# Station Antwerpen-Noord
Station Antwerpen-Noord - voor 1927 en lang erna nog station Oorderen genoemd - is een groot vormingsstation in de haven van Antwerpen op het grondgebied van Oorderen. Het is het grootste rangeerstation van de Benelux en het op een na grootste rangeerstation in Europa met twee rangeerheuvels (40 en 56 verdeelsporen), alle uitgerust met railremmen. Er zijn acht bundels voor treinen: A1, A2, B1, B2, B3, C1, C2 en D (ook wel achterkaai genoemd). Bijkomend zijn er nog twee bundels voor locomotieven (bundel N) met de verbinding naar de tractiewerkplaats. In de bundel C2 zijn 3 types railremmen: 2 bergremmen, 7 dalremmen en 56 bundelremmen. De wissels en railremmen worden automatisch gestuurd door het computersysteem. Vanuit het seinhuis (blok 9) worden alle manoeuvres op de bundels C1 en C2 gecoördineerd als ook alle treinbewegingen in de haven van Antwerpen.
Op 28 mei 2000 werd de tractiewerkplaats van Antwerpen-Dam verplaatst naar Antwerpen-Noord. Eind september 2001 werd Antwerpen-Dam gesloten en verhuisde de stelplaats naar Antwerpen-Noord.
In 2004 werd een gedeelte van dit station omgebouwd tot het station Antwerpen-Haven dat in 2014 weer gesloten werd voor reizigers. Er wordt nog door enkele personeelstreinen per dag gestopt. Dit station heet sindsdien station Antwerpen-Noord-Main-Hub.